# Арабов, Борис
Борис Арабов (19 февраля 1925 — 4 апреля 1984) — болгарский актёр театра, кино и радио. Заслуженный артист Народной Республики Болгария (1969).

## Биография
Борис Арабов родился в Софии. Актёрское образование он получил в Софии в Высшем институте театрального искусства (в классе Георги Стаматова, которую окончил в 1950 году) и в Москве в актёрской школе у МХАТа в 1951—1955 гг. Уже во времени учёбы он выступал в болгарских передачах "Радио Москва", а позднее в спектаклях «театра Болгарского национального радио». Был актёром театра, также сыграл роли в фильмах. Умер в Софии.

## Избранная фильмография
- 1960 — Первый урок / Първи урок (Болгария)
- 1963 — Калоян (Болгария)
- 1964 — Ивайло (Болгария)
- 1965 — Разрешение на брак / Вула (Болгария)
- 1969 — Галилео Галилей / Galileo (Италия / Болгария)
- 1969 — Иконостас / Иконостасът (Болгария)
- 1970 — Четверо в вагоне / Четиримата от вагона (Болгария)
- 1970 — Украденный поезд / Откраднатият влак (СССР / Болгария)
- 1974 — Иван Кондарев (Болгария)
- 1977 — Солдаты свободы (СССР и др.)
- 1981 — Хан Аспарух (Болгария)
- 1981 — Запах собачьей шерсти / Zapach psiej sierści (Польша)
- 1982 — Никколо Паганини (СССР / Болгария)
- 1984 — Опасные чары / Опасен чар (Болгария)